# Cley Marshes
Cley Marshes est une réserve naturelle de 150 hectares de la côte nord du Norfolk, en Angleterre.